# Мазовшане

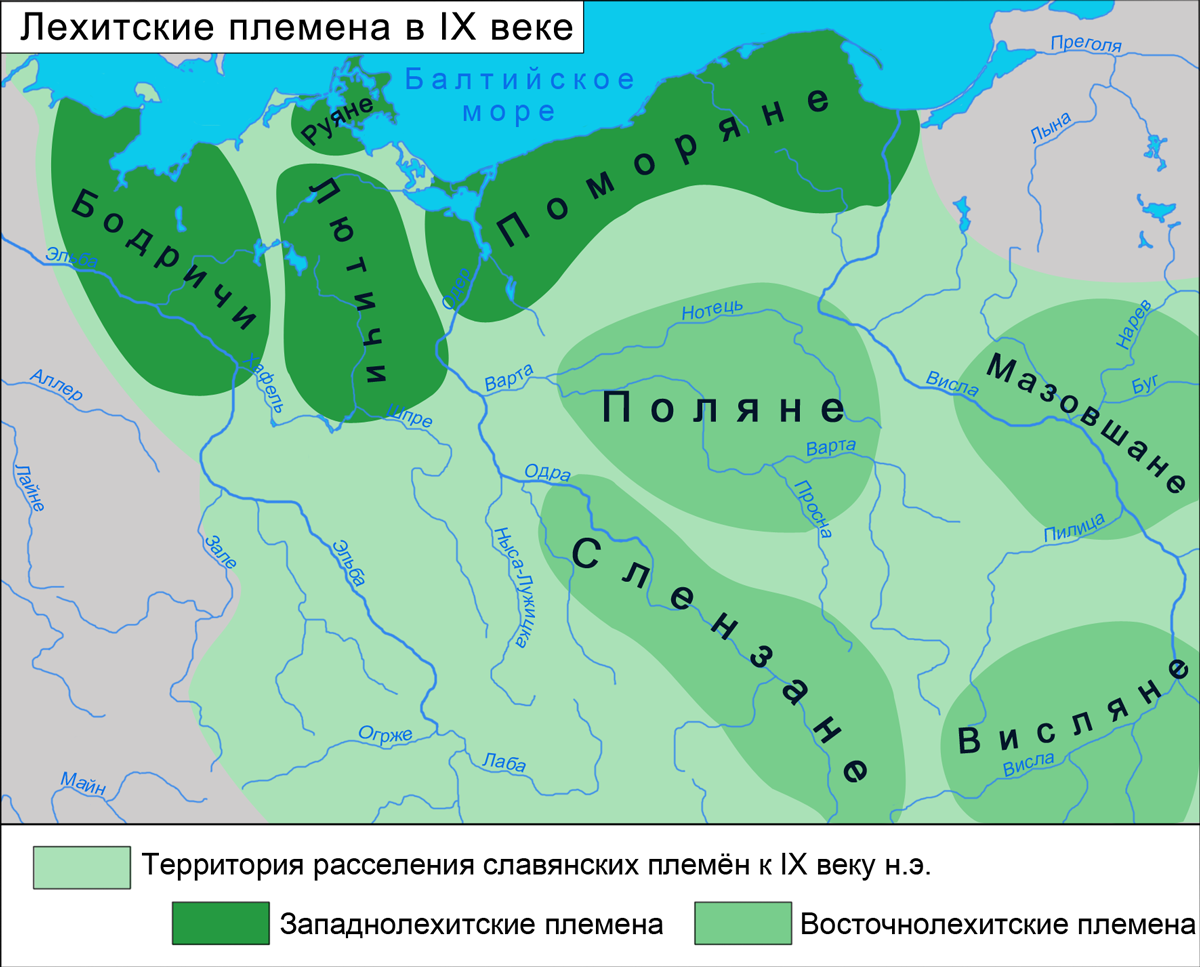
Мазовшане на карте расселения лехитских племён в IX веке

Мазовша́не (пол. Mazowszanie, нем. Masowier) — лехитское племя, расселявшееся в среднем течении реки Вислы на территории современной Мазовии, вместе с полянами, вислянами и другими восточнолехитскими племенами принявшее участие в формировании польского этноса.
Первые упоминания о мазовшанах встречаются у Нестора Летописца в XI веке. Упоминается племя также Галлом Анонимом. Изначально они проживали в окрестностях современных польских городов Плоцк, Ломжа, Визна, Черск, Цеханув, Плоньск, Закрочим, Груец. На западе соседями мазовшан были поляне и куявяне, на юге — лендзяне и висляне, на севере и северо-востоке — балтийские племена пруссов и ятвягов, на востоке — восточнославянское племя волынян. Возможно, в генезисе мазовшан принимали участие балты.
К IX веку мазовшанами была полностью заселена Мазовецкая низменность, с XIV века их колонизационные потоки двигаются в северном (на территорию вниз по течению Вислы и в Мазурское Поозёрье), восточном (на Подляшье) и южном (в район Радомской пущи) направлениях. Процесс расселения мазовшан сопровождался ассимиляцией и вытеснением местного балтийского населения.
Мазовшане позднее других племён влились в состав польской нации, длительное время Мазовецкое княжество сохраняло самостоятельность, только к 1526 году Мазовия окончательно оказалась под властью польских королей.